# Donald der wilde Jägersmann
Donald der wilde Jägersmann (Originaltitel: No Hunting) ist ein US-amerikanischer Zeichentrick-Kurzfilm von Jack Hannah aus dem Jahr 1955.

## Handlung
Donald Duck sitzt in seinem luxuriösen Heim bei Brathuhn und Tee, als ihn der Erzähler an die Mühen seiner Vorfahren erinnert. Die mussten sich, wie der Vorfahre auf einem Gemälde in Donalds Esszimmer, die Nahrung noch durch Jagd erwerben und wurden dabei schon einmal von einem Büffel attackiert. Plötzlich wird der Vorfahre aus dem Gemälde lebendig und verschmilzt mit Donald, den nun ebenso plötzlich das Jagdfieber packt – wie Hunderte andere Männer auch.
So kommt es, dass Donald auf dem Weg zum Jagdrevier im Stau steht, ihm später am Wald ein Zelt in einem riesigen Zeltmeer zugewiesen wird und die Rehe wissen, dass Menschen nahen, als der Fluss mal wieder voller Müll ist. Kaum ist die Jagd eröffnet, gleicht der Wald einem Schlachtfeld, wahllos schießen die Großstadtjäger um sich, verstecken sich in Bäumen oder heben Schützengräben aus. Einzelne Koordinierer versorgen bestimmte Jagdgebiete wahlweise mit Senf oder neuer Munition. Da selbst der anliegende Bauer sein verbleibendes Vieh vor den blinden Jagdeifrigen als Kuh gekennzeichnet hat, damit diese nicht als vermeintliches Reh erschossen wird, kehren die Männer am Ende geschlagen wie eine besiegte Armee zu ihrem Zeltplatz zurück. Nur der Vorfahre von Donald ist stolz und zieht die lustlos kauende Kuh hinter sich her – wenigstens etwas Fleisch, so sein Kommentar.

## Produktion
Donald der wilde Jägersmann kam am 14. Januar 1955 als Teil der Disney-Trickfilmreihe Donald Duck in die Kinos.
In einer Szene sind Disneys Bambi und seine Mutter im Wald zu sehen, die anhand eines vermüllten Bachs die ankommenden Menschen erahnen.

## Synchronisation
| Rolle            | Originalsprecher |
| ---------------- | ---------------- |
| Donald Duck      | Clarence Nash    |
| Donalds Vorfahre | Bill Thompson    |

## Auszeichnungen
Donald der wilde Jägersmann war 1956 für einen Oscar in der Kategorie „Bester animierter Kurzfilm“ nominiert, konnte sich jedoch nicht gegen Speedy Gonzales durchsetzen.